# Aquae Flaviae
Aquae Flaviae was een Romeinse stad in de provincie Gallaecia, in Romeins Spanje. Vandaag is het de stad Chaves in Portugal.

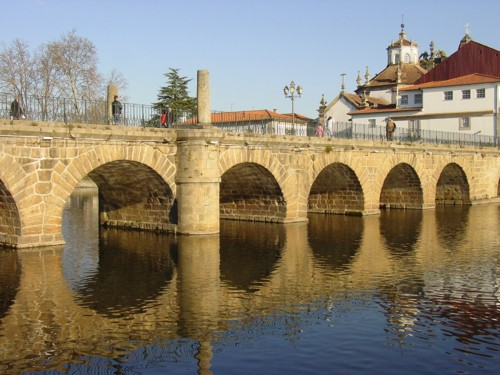
Brug van Trajanus in Chavez

Deze Romeinse stad was een strategische doorgangsplaats omwille van de brug over de rivier Tamega. De brug werd gebouwd door soldaten van het 7e legioen Gemina Felix en is genoemd naar keizer Trajanus. De stad lag op de handelsweg tussen de twee versterkte steden Bracara Augusta (vandaag Braga in Portugal) en Asturica Augusta (vandaag Astorga in Spanje). De handelsweg is beschreven in het Itinerarium Antonini, ten behoeve van Romeinse reizigers en legioensoldaten. Aquae Flaviae zelf huisvestte een belangrijk Romeins garnizoen.
Romeinse resten zijn in de stad te vinden van een forum en van thermen. Op het hoogtepunt van Aquae Flaviae, tijdens de 5e eeuw, was het een bisschopsstad. Sinds de 20e eeuw is de titel van bisschop van Aquae Flaviae een eretitel.